# 村瀬秀明
村瀬秀明（むらせひであき）は日本のグラフィックデザイナー・アートディレクター。
東京アートディレクターズクラブ会員（1970年-2018年）株式会社村瀬デザイン研究所代表。

## 略歴
横浜生。神奈川工業高校工芸図案科卒業。日宣美で最年少受賞。
1960年代から、資生堂本社宣伝部デザイン課。仲條正義、石岡瑛子、松永真、鈴木成光らとともにグラフィック・デザイナーとして活動。
1965年 日宣美会員
1967年「株式会社デザインフィスナーク」設立。
1970年 東京アートディレクターズクラブ会員
1990年「株式会社村瀬デザイン研究所」
2014年 千葉市若葉区北谷津スポーツメッカ(仮称)を主たる業務とする「地域活性化デザイン研究所」設立

## 活動
資生堂『MAKEUPTOKYO1964』ポスター。
アートディレクターズクラブ金賞、最高賞、特別賞、銀賞、銅賞。
全国カレンダー展通産大臣賞２年連続受賞、広告電通賞、部門賞。
株式会社デザインオフィスナーク設立。
帝人テトロンキャンペーン。テトロン、ナイロン、レーヨンなどの新開発製品のシリーズ広告。
アートディレクターズクラブ銀賞、銅賞、朝日広告賞、部門賞、電通部門賞、全国カレンダーカタログ展繊維局長賞。
VANジャケット「GLOBALEYE」「WEEKENDER」「COMEONSPORTSMAN」。
プリンス・スカイライン。日産「スターレット」新車発売キャペーン。
JR（国鉄）車内ポスターシリーズ。
池袋西武百貨店新装キャンペーン。
ラフォーレ原宿開業キャンペーン。街づくり協議会「原宿を考える会」メンバー。
千葉県企業庁幕張メッセの開業キャンペーン。
アジアコレクション幕張大賞『アジアの風』」創設。
幕張メッセエントランスをステージとしたファッションショー開催。
モンゴルからトルコまで15ヶ国のアジア若手デザイナーの登竜門として定着。

## 教材
1992年~1997年 公文教育研究会英語原書絵本セット英語の原書フェア・キャンペーン。イタリアの有名乳幼児製品ブランド“キッコ”日本市場新発売「キッコの総合カタログ。フォン・マーチャンダイジングアニメによる英語学習ビデオセット「パレット・イングリッシュ・クラブ」松下電器産業幼児英語教育用視聴覚セットCD・絵本・キャリングケース「パナキッズコレクション」兵庫県淡路一宮町教育用視聴覚セット(アニメVIDEO、絵本)「香水伝説と聖徳太子」。

## 環境設計
千葉県企業庁「幕張マリーナ」プランニング制作。大阪府豊中市水道局「水の公園」基本計画及び基本設計プランニング、大阪府門真市役所「南部複合施設」森林浴体験ゾーン内”音と香り”システム、岡山市役所「上道フルーツフラワーガーデン」香りの館プランニング、北海道北見市「旧市街通り活性化に係わるプロムナード計画」を資生堂と共同提案。

## エディトリアル
資生堂『花椿』、光文社『女性自身』『CLASSY』『カメラ毎日』表紙デザイン『季刊写真映像』創刊。

## 著書
- 著書『アートディレクターの年賀状図鑑』(朝日新聞社)